# Landing Vehicle Tracked
Landing Vehicle Tracked zkráceně LVT (doslova výsadkové vozidlo pásové) je označení pro obojživelné pásové vozidlo používané během vyloďovacích operací v průběhu druhé světové války, především americkým námořnictvem a námořní pěchotou během bojů v Pacifiku. Mezi další uživatele patřily americká, britská, australská a kanadská armáda. Několik kusů bylo v rámci Půjčky a pronájmu dodáno i do Sovětského svazu.
Různí uživatelé pojmenovali jednotlivé verze vozidla různými názvy, mj.: Alligator, Amtrak, Amtrack, Buffalo, Water Buffalo, Sea Serpent, Bushmaster, Neptune. 
Obojživelná vozidla Alligator byla původně navržena v roce 1935 Donaldem Roeblingem (pravnukem konstruktéra Brooklynského mostu) jako záchranné vozidlo pro oblast floridských bažin Everglades. Pohyb na souši i ve vodě zajištovaly pásy opatřené malými přímými lopatkami. O obojživelníka projevila zájem americká námořní pěchota a proto oslovila Roeblinga s žádostí o výrobu prototypu vhodného pro výsadkové operace. Roebling i námořnictvo se vojenskému použití zprvu bránili. Roebling odmítal bojové využití a námořnictvo bylo názoru, že pro vylodění postačí klasická plavidla. Po vypuknutí války došlo k obratu a tak mohl být v květnu 1940 vyroben prototyp. Zakázku na výrobu prvních 200 kusů získala firma Food Machinery Corporation (FMC), do té doby vyrábějící zemědělské stroje. Zpočátku výroba probíhala na Floridě, ale v průběhu války byla rozšířena do dalších továren: Lakeland na Floridě a dvě další ve střední a jižní Kalifornii. První kusy verze LVT-1 byly dodány v červenci 1941.
K prvnímu nasazení 128 kusů došlo následujícího roku během bitvy o Guadalcanal. Vozidla byla původně používána pouze pro transport nákladu z lodí na pevninu a proto postrádala pancéřování a výzbroj. V průběhu války bylo postupně vyvinuto několik vylepšených variant (především LVT-3 a 4 opatřené sklopnou rampou na zádi). Ozbrojené a opancéřované varianty s označením Amtank (složenina slov amphibious tank) byly vyvinuty s úmyslem poskytnout vojákům prvotní podporu při vylodění. LVT(A)-1 bylo LVT-2 s věží z tanku z tanku M3 Stuart s 37mm kanónem a dvojicí kulometů na zádi. LVT(A)-4 bylo vyzbrojeno věží ze samohybné houfnice M8 ráže 75 mm a dvojicí kulometů na zádi. Nevýhodou obou typů byla otevřená věž, která poskytovala posádce menší úroveň ochrany. Nasazení se ozbrojené varianty dočkaly v průběhu kampaně na Marshallových ostrovech koncem roku 1943. I transportní verze byly po zkušenostech z bitvy o Guadalcanal vyzbrojeny kulomety ráže 7,62 a 12,7 mm. Po bitvě o Tarawu došlo k dalších vylepšením a vozidla byla podle potřeby vybavována přídavným pancéřováním.
V poválečném období byl firmou Borg Warner Corporation vyvinut na základě válečných zkušeností transportér LVTP-5, který navazoval na LVT-3C, jehož náhradou se v polovině 50. let stal.
Na podzim 2016 získal Vojenský historický ústav do své sbírky vozidlo varianty LVT-4 ze sbírky zrušeného Tankového muzea v Normandii.

## Válečné nasazení
- Válka v Tichomoří[1][2]
  - Bitva o Guadalcanal (pouze transport)
  - Bitva o Tarawu (první přímé bojové nasazení)
  - Bitva o Bougainville
  - Marshalovy ostrovy
  - Marianské ostrovy (bitva o Saipan, bitva o Tinian)
  - Bitva o Peleliu
  - Bitva u Leyte
  - Bitva o Iwodžimu[1]
  - Bitva o Okinawu
- Severní Afrika[1]
  - Operace Torch
- Evropa (západní fronta)[1][2]
  - Vylodění v Normandii (pouze transport)
  - Bitva v ústí Šeldy
  - Přechod Rýna a řeky Rúr
  - Přechod Labe
  - Přechod Pádu
- Evropa (východní fronta)[1]
  - Přechod Dunaje a Odry
- Poválečné využití[1]
  - Korejská válka
  - Suezská krize
  - Válka v Indočíně

## Varianty
- LVT-1 – motor vzadu, nosnost 18 vyzbrojených vojáků nebo 2 tuny nákladu, výroba ukončena v roce 1943, vyřazeny do roku 1945
- LVT-2 Water Buffalo – pohonné ústrojí z tanku Stuart, motor vzadu, nově tvarovaná korba pro zlepšení plovacích vlastností, pásy opatřeny novými lopatkami ve tvaru W, vyrobeno 2936 ks[2]
  - LVT(A)-2 Water Buffalo – opancéřovaná verze LVT-2
- LVT(A)-1 – LVT-2 vyzbrojené věží z tanku M3 Stuart s 37mm kanónem a dvojicí kulometů na zádi
- LVT-3 Bushmaster – odlišná konstrukce, dvojice motorů Cadillac umístěných s převodovkami v bočních sponsonech, sklopná rampa na zádi, zvětšený nákladní prostor s kapacitou 30 vojáků nebo 4 tun nákladu, výrobce Borg Warner Corporation, nasazeny při bojích o Okinawu, vyrobeno 2692 ks, ze byly služby vyřazeny v polovině 50. let[2]
  - LVT-3C – nákladový prostor byl zastřešen a opatřen věží s kulometem
- LVT-4 – modernizované LVT-2 s motorem přesunutým dopředu, sklopnou rampou vzadu, kapacita 30 vojáků nebo menší vozidlo či dělostřelectvo (např. 105 mm houfnice), vyrobeno 8348 ks, nasazeny od června 1944[2]
  - LVT(F)-4 Sea Serpent – vyzbrojen dvojicí plamenometů Wasp vpředu a dvojicí kulometů vzadu, užíván Brity
  - LVT(A)-3 – prototyp obrněné varianty LVT-4
  - Neptune – opravárenské vozidlo užívané Brity, dvě podverze Sealion a Turtle
- LVT(A)-4 – vyzbrojen věží ze samohybné houfnice M8 ráže 85mm kanónem a dvojicí kulometů na zádi
  - LVT(A)-5 – LVT(A)-4 s gyroskopicky stabilizovanou houfnicí

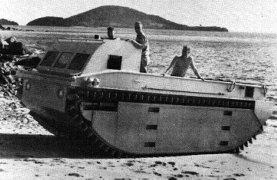
Prototyp z roku 1940
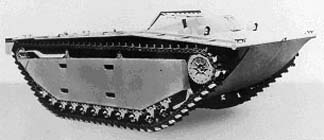
LVT-2
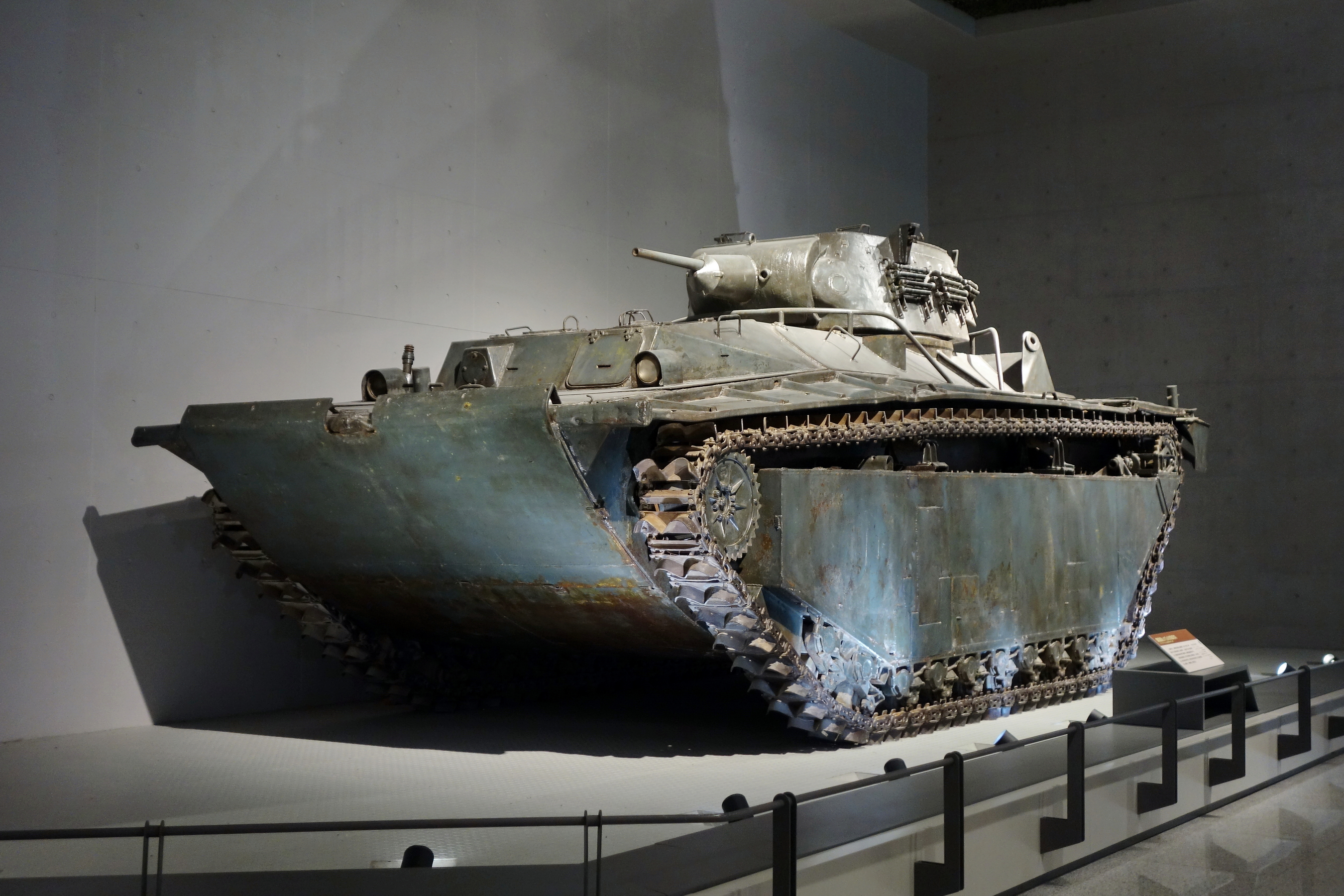
LVT(A)-4 v Pekingském muzeu
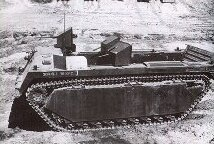
LVT-3 Bushmaster
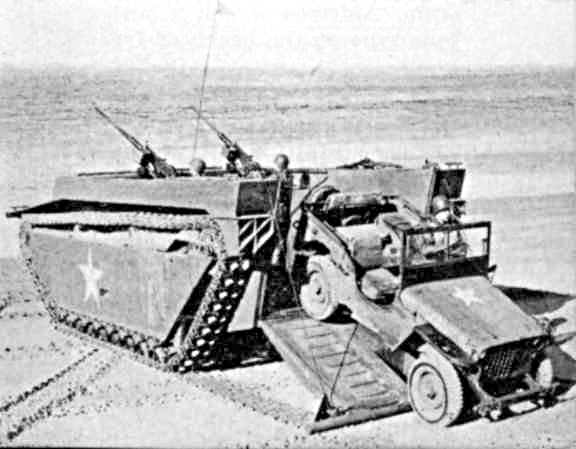
Jeep Willys vyjíždí z LVT-4
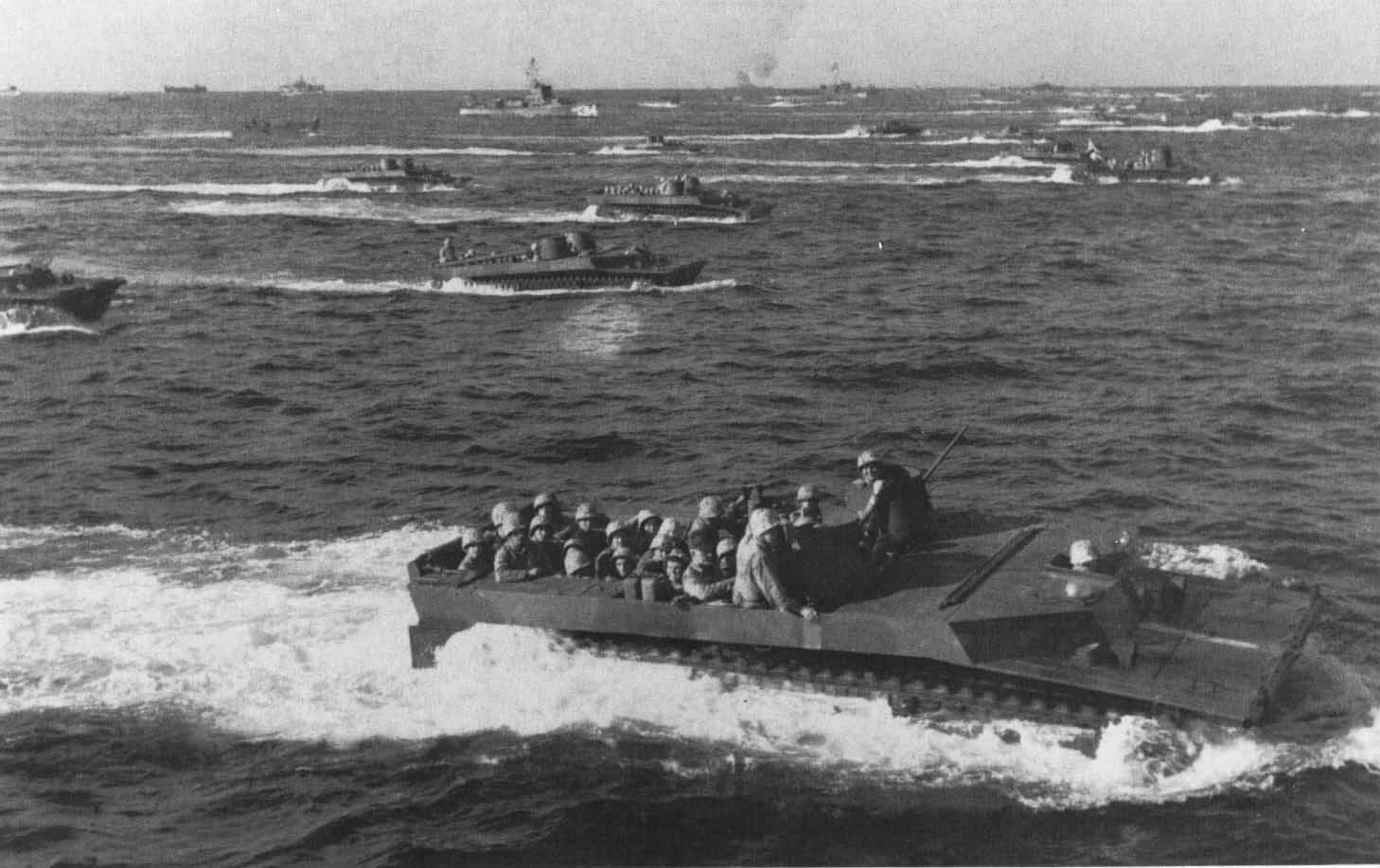
LVT-4 u pobřeží Iwodžimy